# ქ
ქ（グルジア語: ქანი、/kʰanɪ/）は、現行のグルジア文字の22番目の文字（正書法改正前は25番目）である。

## 使用
ジョージア語では無声軟口蓋破裂音の有気音[kʰ]を表す。記数法では数値600を表す。
ジョージア国内のラズ語でも使用されている。トルコ国内で使用されているラズ語ラテン・アルファベットの「K」に対応する。アブハズ語（1937年から1954年まで）およびオセット語（1938年から1954年まで）のグルジア文字表記法でも使用されていたが、現在はキリル文字が主に使われ、アブハズ語で「Қ」と、オセット語で「К」と記される。
ジョージア語のラテン文字化では「K」または「K̕」「Kʼ」「Kʻ」と記す。グルジア語の点字では記号⠻（U + 283B）となる。

## 字形
| アソムタヴルリ | ヌスフリ | ムヘドルリ | ムタヴルリ | ムヘドルリの別バージョン |
| -------------- | -------- | ---------- | ---------- | ------------------------ |
|                |          |            |            |                          |

## 符号位置
| 文字 | Unicode | JIS X 0213 | 文字参照          | 備考           |
| ---- | ------- | ---------- | ----------------- | -------------- |
| Ⴕ    | U+10B5  | -          | &#x10B5; &#4277;  | アソムタヴルリ |
| ⴕ    | U+2D15  | -          | &#x2D15; &#11541; | ヌスフリ       |
| Ქ    | U+1CA5  | -          | &#x1CA5; &#7333;  | ムタヴルリ     |
| ქ    | U+10E5  | -          | &#x10E5; &#4325;  | ムヘドルリ     |